# Bonaventura Pelegrí i Torné
Bonaventura Pelegrí i Torné (Lleida 1879-1937) fou un escriptor i eclesiàstic català.
Va realitzar els seus estudis eclesiàstics en el seminari de la seva diòcesi natal des del 1888 fins a la seva ordenació sacerdotal el 1902; les llicenciatures en teologia i cànons les va obtenir a Tarragona. El 1904 s'incorporà com a professor en el seminari de Lleida, del qual va ser també secretari d'estudis.
Participà en diverses ocasions en els Jocs Florals de Lleida amb diversos estudis sobre filosofia i lingüística en el marc de la Renaixença i el noucentisme catalans.
Dirigí el diari integrista El Diario de Lérida. Va evolucionar cap a posicions demòcrata-cristianes i durant la Segona República fou corresponsal del diari El Matí. Fou un dels ideòlegs de la Lliga Regionalista.
Va morir a Lleida el 15 de gener de 1937.

## Obres
- Lleida en la Renaixença literària de Catalunya, Lleida, Biblioteca lleidatana, 1935